# نقطة بيضاء

مخطط الفضاء اللوني سي آي إي 1931 والذي يظهر التوصية ذات الرقم Rec. 2020 المتعلقة بالفضاء اللوني في المثلث الأكبر؛ والتوصية Rec. 709 في المثلث الأصغر؛ وكلتاهما تعتمدان المضياء المعياري D65 كنقطة بيضاء.

النقطة البيضاء (والتي يشار إليها أيضاً باسم الأبيض المعياري أو الأبيض المنشود في الوثائق التقنية) هي مجموعة من قيم المحفزات الثلاثية في الفضاء اللوني أو إحداثيات لونية تسهم في تعريف اللون «الأبيض» عند التقاط الصور أو معالجتها.
يختلف تعريف الأبيض حتى الوصول إلى النتائج المرجوة حسب التطبيق. فعلى سبيل المثال، فإن الصور الملتقطة داخل مكان مغلق، استوديو تصوير مثلاً، يمكن لأن تكون مضاءة بمصابيح متوهجة، والتي هي ذات لون مختلف عن ضوء النهار؛ بالتالي فإن تعريف الأبيض في هذه الحالة على أنه ضوء النهار سيعطي نتائج غير مقبولة عند تصحيح الألوان.

## المضياء
يميز المضياء بقيمة توزيع القدرة الطيفية النسبية؛ والنقطة البيضاء لمضياء هي لونية الجسم الأبيض تحت ذلك المضياء، والتي يمكن أن تتحدد بالإحداثيات اللونية x و y في مخطط الفضاء اللوني سي آي إي 1931 .

## اقرأ أيضاً
- الفضاء اللوني سي آي إي 1931